# バロック

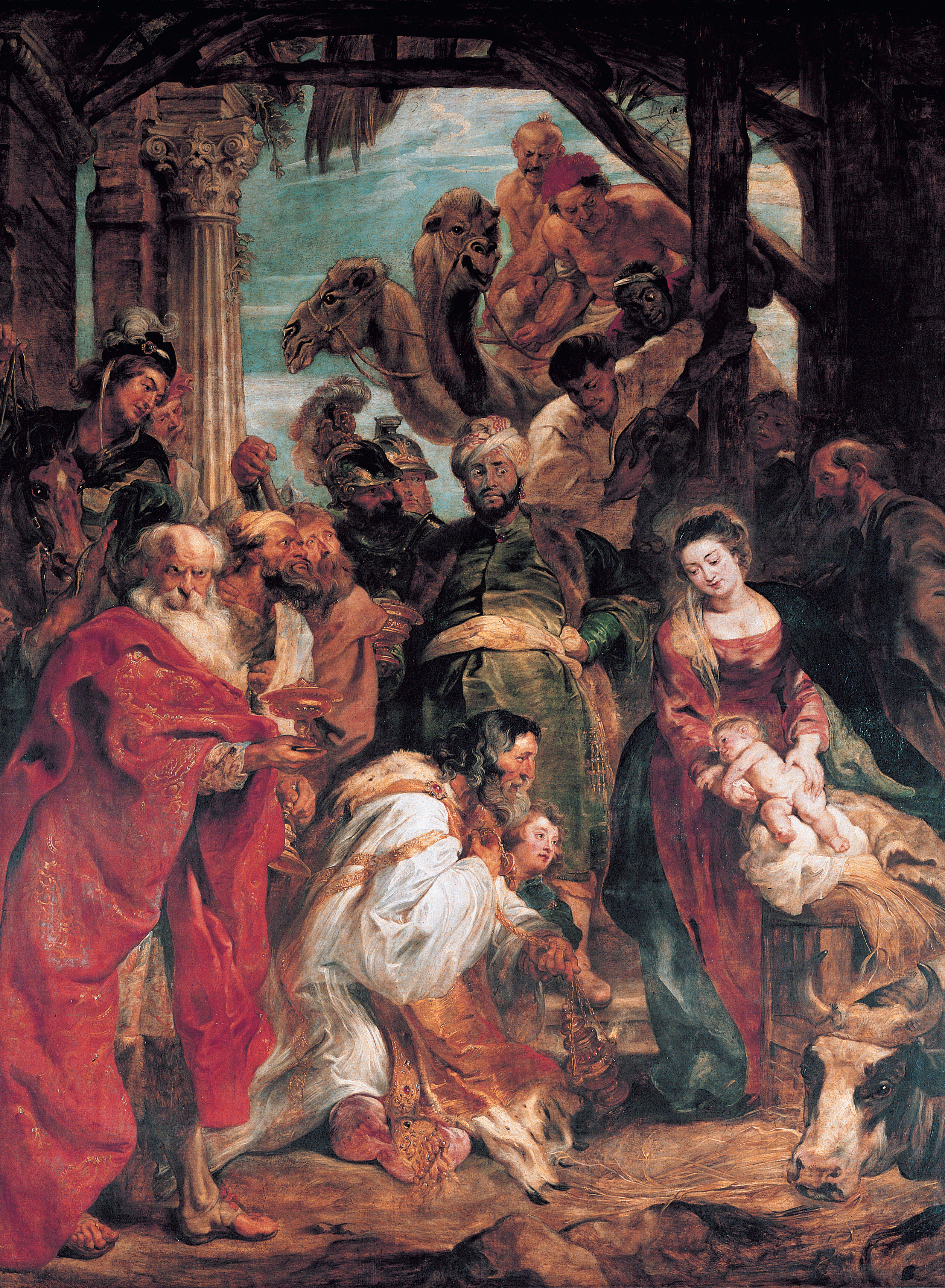
ピーテル・パウル・ルーベンス『東方三博士の礼拝』(1642)：なにもない空間の周りを螺旋状に人物たちが取り囲むダイナミックな構図。鮮やかな襞、一条の光の矢に照らされた動きの気配、卓越した腕前を思うまま発揮して描かれている。

バロック（伊: barocco, 仏: baroque 英: Baroque, 独: Barock）とは、16世紀末から17世紀初頭にかけイタリアのローマ、マントヴァ、ヴェネツィア、フィレンツェで誕生し、ヨーロッパの大部分へと急速に広まった美術・文化の様式である。バロック芸術は秩序と運動の矛盾を超越するための大胆な試みとしてルネサンスの芸術運動の後に始まった。カトリック教会の対抗改革（反宗教改革運動）や、ヨーロッパ諸国の絶対王政を背景に、影響は彫刻、絵画、文学、建築、音楽などあらゆる芸術領域に及び、誇張された動き、凝った装飾の多用、強烈な光の対比のような劇的な効果、緊張、時として仰々しいまでの豊饒さや壮大さなどによって特徴づけられる。18世紀後半には新古典主義（文学、音楽は古典主義）へと移行した。

## バロックという概念の誕生と発展
バロックという語は、真珠や宝石のいびつな形を指すポルトガル語のbarrocoから来ているとする説が有力である（ただし名詞barrocoはもともとはいびつな丸い大岩や、穴や、窪地などを指していた。いずれにせよ、この語にはいびつさの概念が含まれていたと思われる）。一方、ベネデット・クローチェによれば、中世の学者が論理体系を構築するうえで複雑で難解な論法を指すのに使ったラテン語のbarocoからきたともされる。そのほか詐欺を意味する中世イタリア語のbarocchioや、バロック初期の画家フェデリコ・バロッチを由来とする説もある。
現在の意味での「バロック」という語は、様式の時期や呼称の大半がそうであるように、後世の美術評論家によって作り出されたものであり、17-18世紀の当事者によるものではなかった。当時の芸術家は自身を「バロック」ではなく古典主義であると考えていた。彼らは中世のフォルムや、建築のオーダーや、ペディメントや、古典的なモデナチュールといったギリシア・ローマの題材を利用していた。「バロック」の語は16世紀末のローマで生まれた。フランスでは、この語は1531年には真珠について用いられており、17世紀末には比喩的な意味で用いられるようになった。
1694年（バロック期の最中）には、この語はアカデミー・フランセーズの辞書では「極めて不完全な丸さを持つ真珠のみについて言う。『バロック真珠のネックレス』」 と定義されていた。1762年、バロック期の終結した頃には、第1義に加え「比喩的な意味で、いびつ、奇妙、不規則さも指す。」 という定義が加わった。19世紀には、アカデミーは定義の順序を入れ替え、比喩的な意味を第1義とした。1855年になって初めて、スイスの美術史家ヤーコプ・ブルクハルトが『チチェローネ イタリアの美術品鑑賞の手引き』 においてバロックという語をルネサンスに続く時期と芸術を表すのに用いた。この用法が生まれたのがドイツ文化圏であったのは偶然ではない。フランスやイギリスは様式の変化を表すのに（「ルイ14世様式」のように）その王の名を使用することができたが、ドイツは当時Kleinstaaterei（「小国分立」と訳される）と呼ばれる無数の小国家に分裂していたのである。
さらに1世代後の1878年になってようやく「バロック様式」がアカデミーの辞書の見出しとなり、定義の軽蔑的な意味合いも薄まった。皇后ウジェニーは
気取ったものやルイ15世様式を再び流行させ、今日ネオバロック（バロックリバイバル）と呼ばれる様式が生まれた。バロックの復権が始まり、スイスの美術史家ハインリヒ・ヴェルフリン(1864-1945)はその著作でこのバロックというものが如何に複雑であり、激動し、不規則であり、そして根底においては奇妙である以上に魅惑的であるかを示してみせた。
ヴェルフリンはバロックを「一斉に輸入された運動」、ルネサンス芸術へのアンチテーゼとして定義した。ヴェルフリンは今日の著述家たちのようにはマニエリスムとバロックの間に区別を設けず、また18世紀前半に開花したロココという相も無視していた。フランスとイギリスではその研究はドイツの学界でヴェルフリンが支配的な影響力を獲得するまでまともに受け止められなかった。

### 始まり

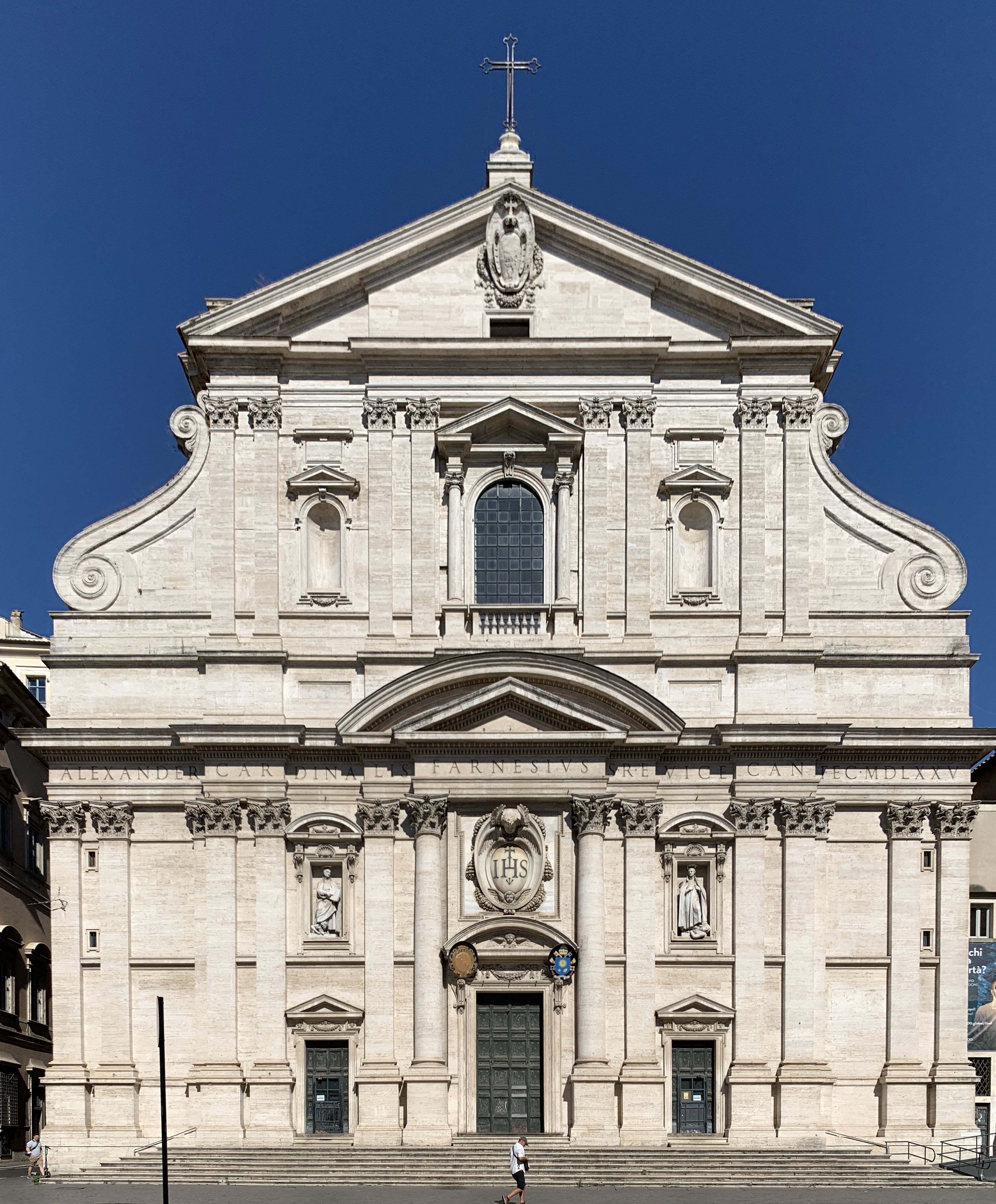
ローマのジェズ教会のファサード。バロック様式の教会としては初めてのものであったと考えられている（1580年、ジャコモ・デッラ・ポルタ）。

バロックの萌芽となる着想はミケランジェロの仕事に見出される。バロック様式は1580年頃に始まった。
（大抵はプロテスタントの）美術史家は伝統的に、バロック様式が新しい科学と新しい信仰の形――宗教改革――を生んださまざまな文化的運動にカトリック教会が抵抗していた時代に発展したという事実を強調している。建造物におけるバロックは教皇が、絶対王政がそうしたように、その威信を回復できるような表現手段を命じることでカトリックの対抗宗教改革の端緒の象徴となるほどまでに道具として使った様式であったと言われている。いずれにせよ、ローマでは成功を収め、バロック建築は街の中心部を大きく塗り替えた。この時代の都市の更新としては最も重要なものであったろう.

### 拡散
バロック様式の芸術家たちの劇的な側面が直截的・情動的な効果によって宗教的な主題の奨励に繋がると判断したカトリック教会によってバロックの人気と成功は促進された。
1545-1563年のトリエント公会議によって定義されていたように、これはカトリシスムの芸術であり、それを最も良く示す教令は「改革、諸聖人の聖遺物、聖なる図像についての教令」（« Décret sur l’innovation et les reliques des saints, et sur les images saintes ».）である。つまりは対抗宗教改革の芸術であった。しかしながら、宗教改革に加わった国々では強い抵抗を受け、プロテスタント芸術が発達することになる。イギリスやフランスもまた拒絶の重要な中核となった。
世俗の貴族もまたバロック美術や建築の劇的な効果を訪問者や競争相手を感銘させる方法として考えていた。バロックの宮殿は一連の前庭、控えの間、大階段、応接間から構成されており、進むに従って豪華になってゆく。数多の芸術形式――音楽、建築、文学――がこの文化運動の中で互いに影響を及ぼし合った。
バロック様式の魅力は、16世紀のマニエリスム芸術の繊細さや知的な特質から、感覚に向けられた直感的なものへと意識的に移行した。直截的、単純明快、劇的な図像が用いられた。バロック芸術はアンニーバレ・カラッチとその仲間たちの果断な傾向から一定の影響を受けており、またコレッジョ、カラヴァッジオ、フェデリコ・バロッチといった、今日では「初期バロック」と分類されることもある芸術家たちの影響も見出される。
カラッチ一族（兄弟と従兄）とカラヴァッジオはしばしば古典主義とバロックという言葉で対比され、
両者は造形の分野（ヴェルフリンが定義した）で対照的な影響を持ち、後世に多大な影響を及ぼした。

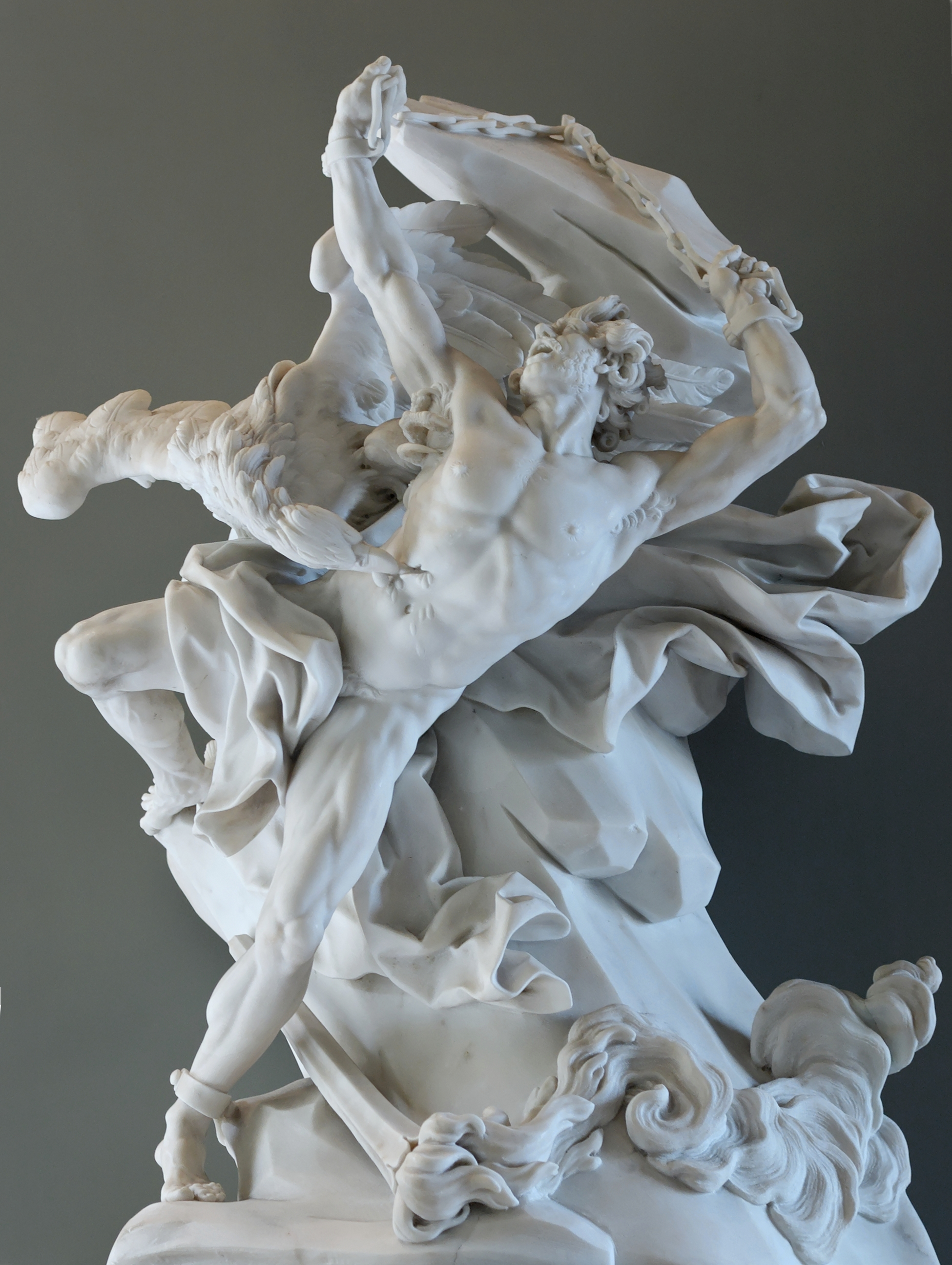
ニコラ＝セバスチャン・アダム『プロメテウス』（1737年、ルーヴル美術館蔵）。際立った緊張感、複数のアングルと視点、激しい情動に満ちた熱を帯びた力作。

18世紀には古典的バロックから後期バロックもしくはロココへと移行した。これらは17世紀末にドイツ、オーストリア、ボヘミアで出現した。官能的な美の趣味は17世紀バロックの型に嵌った性質により自由な創作をもたらした。
装飾が増殖し、豊饒かつ幻想的になった。トロンプ・ルイユの壁画、階段、アレゴリーのニンファエウムや彫刻が教会、城、噴水を過剰なまでに満たした。ウィーン、ロンドン、ドレスデン、トリノ、南ドイツ、ボヘミアがこうした新機軸を取り入れた。ニコラ・サルヴィによるローマのトレヴィの泉(1732-1762)やルイージ・ヴァンヴィテッリによるナポリ近郊のカゼルタ宮殿の階段(1751-1758)に見られるように後期バロックの旺盛なカプリッツィオにあって目の喜びは不可欠なものであった。
パリ（コンコルド広場）、ボルドー（ブルス広場）、ナンシー（スタニスラス広場）などに建築空間が開かれた。オーストリアではフィッシャー・フォン・エルラッハとルーカス・フォン・ヒルデブラントが幻想的な建築で競い合った。バイエルンでは田舎の修道院が小天使に覆われた。ミュンヘンではアダム兄弟が高名である。ボヘミア、モルドバ、南ドイツのロココは巡礼教会を装飾し、ヴィースの巡礼教会では白地を覆う金泥の装飾で壁が崩れんばかりとなっている。
スペインとポルトガルのアメリカ植民地はイベリアのプレテレスコ様式に影響を与えた。フランスでは、ジュール・アルドゥアン＝マンサールの門人たちが邸宅とその内部装飾に取り組み、サンジェルマン街やマレー、さらにはランブイエの非凡な鏡板などで見ることができる。

## 特徴
ハインリヒ・ヴェルフリンはバロックを円に代わり楕円が構成の中心に据えられ、全体の均衡が軸を中心とした構成に取って代わり、色彩と絵画的な効果がより重要になり始めた時代と定義した。
このアナロジーを音楽に当て嵌めると、「バロック音楽」という表現は有用なものとなる。対照的なフレーズの長さ、和音、対位法はポリフォニーを時代遅れにし、オーケストラ的な色彩がより強く現れるようになる。同様に、詩の表現は単純で、力強く、劇的なものとなり、明快でゆったりしたシンコペーションのリズムがジョン・ダンのようなマニエリスム詩人の用いる洗練され入り組んだ形而上学的な直喩に取って代わった。バロックの叙事詩であるジョン・ミルトンの『失楽園』では視覚表現の発達に強く影響された想像力が感じられる。
絵画では、バロックの身振りはマニエリスムのそれに比べゆったりとしている。より両義的、不可解、神秘的でなく、むしろバロックの主要な芸術形態の1つであるオペラでの身振りに近い。バロックのポーズはコントラポスト（傾いだ姿勢）に頼っており、肩と腰の平面を反対方向にずらして置くフォルムの緊張感は今にも動き出しそうな印象を与える。
17世紀初頭にはヨーロッパ全土で激烈を極めた宗教戦争などあらゆる闘争が起こり、国家や社会が分裂した。その不安な時代において、連続的な運動と永続的な秩序との間にしかるべき関係を見出そうとする努力がなされ、そこから独特な心情的表現が生まれた。これが「バロック」である。強い激烈な印象を与える変化と対比など、これらすべては、動的で変化に富む自然と人間の感情から見出された新しい表現であった。
調和・均整を目指すルネサンス様式に対して劇的な流動性、過剰な装飾性を特色とする。「永遠の相のもとに」がルネサンスの理想であり、「移ろい行く相のもとに」がバロックの理想である。全てが虚無であるとする「ヴァニタス」、その中で常に死を思う「メメント・モリ」、そうであるからこそ現在を生きよとする「カルペ・ディエム」という、破壊と変容の時代がもたらした3つの主題が広く見出される。
ルネサンスからバロック初期はイタリアが文化の中心であったが、バロック後期には文化の中心はフランスへ移ってゆく。

## 絵画

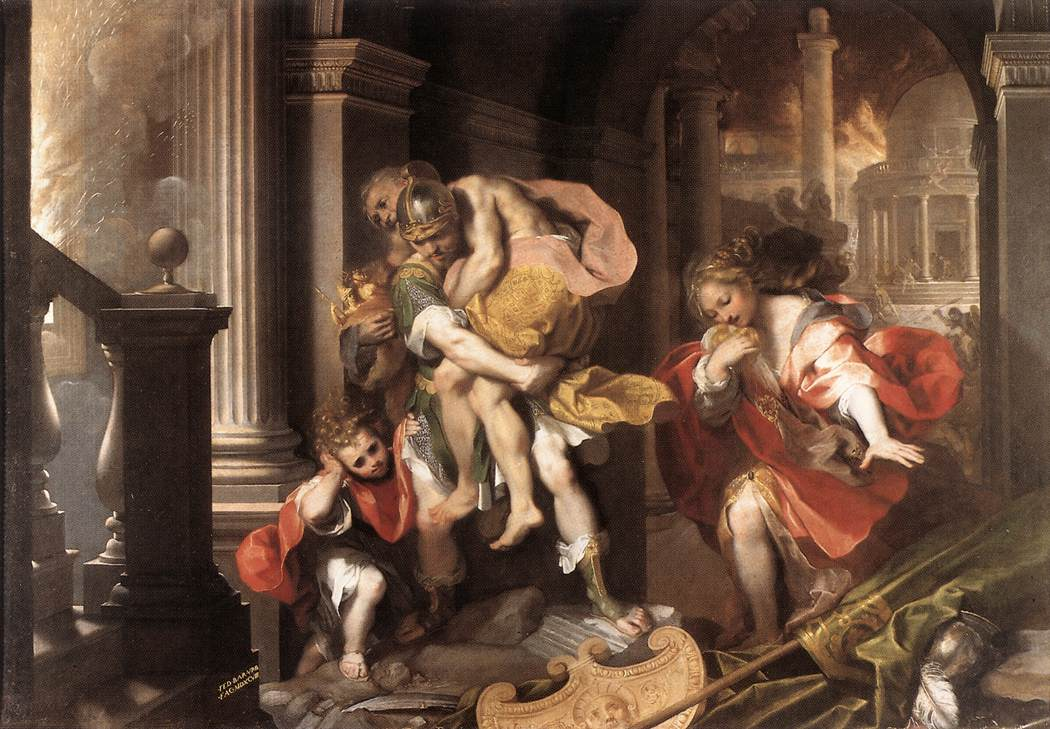
フェデリコ・バロッチ『トロイアから逃げるアエネイス』(1598)――古典文学の1場面、劇的なアクションの只中で凝固し、斜めの遠近法の広がりの中で前景のイマージュがはっきりと現れている。

絵画における「バロック」の意味を定義づけるものの1つはピーテル・パウル・ルーベンスがマリー・ド・メディシスのためにパリのリュクサンブール宮殿で制作した一連の絵（現在はルーヴル美術館蔵）であり、ここではカトリックの画家がカトリックのパトロンを要求を満足させている――バロック時代の君主制、図像学、描画技法、構図、そして空間や動きの描写などの概念である。カラヴァッジオからコルトーナまで、イタリアのバロック絵画には大きく異なった流れがあるが、いずれも異なった様式で情動的なダイナミズムを追求している。
後期バロック様式は徐々により装飾的なロココへと入れ替わってゆき、バロックの定義はこのロココとの対比によってより明確となる。フランスでは君主制に仕える芸術と見做されることも多い古典主義美術もバロックと対比するものと見做される。
- ネーデルラント（フランドル）
  - ルーベンス
- ネーデルラント（オランダ）
  - レンブラント
  - フェルメール
- スペイン
  - ベラスケス
- フランス
  - ニコラ・プッサン（ローマで活躍）
  - ジョルジュ・ド・ラ・トゥール
- イタリア
  - カラヴァッジオ

## 彫刻
バロック彫刻では、人物の集合に新しい重要性が生じ、人間のフォルムによってダイナミックな動きとエネルギーがもたらされた――人物は中心の渦巻を取り巻いて輪をなし、あるいは外を向き周辺の空間へと向かう。バロック彫刻になって初めて、彫刻は複数の理想的な視角を獲得した。隠された光源や噴水といった彫刻以外の補足的な要素を付け加えるのもバロック彫刻の特徴の1つである。
ベルニーニ (1598-1680) の建築、彫刻、噴水はバロック様式の特徴を強く示しており、間違いなく最も重要なバロック期の彫刻家であった。ベルニーニはその万能さではミケランジェロに迫るものがあった――彫刻し、建築家として働き、描き、戯曲を書き、上演を行った。20世紀末にはベルニーニの彫刻は、大理石を彫る名人芸と、身体と精神を調和させたフォルムの創造とによって非常に高名なものとなった。また有力者からの需要が多かった胸像の優れた彫り手でもあった。

### コルナロ礼拝堂――総合芸術の傑作

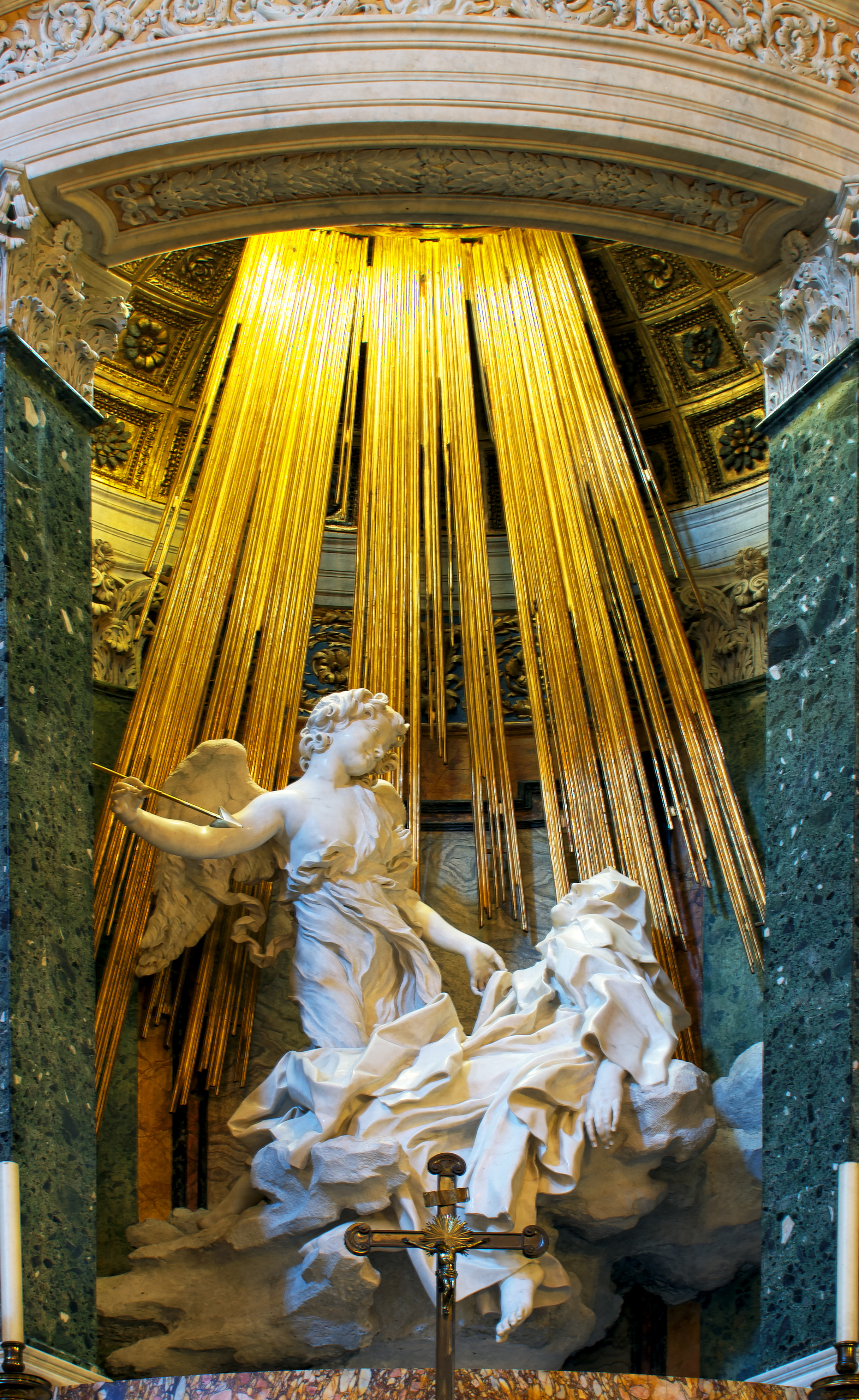
ベルニーニ『聖テレジアの法悦』（:en:Santa Maria della Vittoria）

ローマのサンタ・マリア・デッラ・ヴィットリア教会のコルナロ礼拝堂のために制作されたベルニーニの『聖テレジアの法悦』(1645-52)はバロックを理解する助けとなる。コルナロ家のために教会の側面の補助スペースとして設計されたこの礼拝堂は、建築、彫刻、そして演劇を1つの大きな奇想に纏め上げた総合芸術の傑作となっている。
ベルニーニは煉瓦のボックスを作り、白い大理石の聖テレジアの恍惚する舞台とした。これは多色の大理石で作られた建築的な枠によって取り巻かれ、窓が彫像を高みから照らす。礼拝堂の両側壁沿いにある桟敷席にはコルナロ家の人々の顔が軽いレリーフで彫られている。見る者は聖人の神秘的な恍惚の観客＝目撃者となる。アビラのテレジアは空想的な装飾によって強く理想化されている。対抗宗教改革で人気のある聖人であったテレジアは自身の神秘的な体験をカルメル会の修道女たちのために綴った。これらの書き物は霊性を追い求める俗人に人気となり、この彫像はその話を体現するものである。テレジアは神の愛をその心臓を貫く燃える矢と表現した。ベルニーニはこのイマージュを文字通りに、テレジアの足許でお辞儀の姿勢をして微笑みかける、クピドのようにして黄金の弓を持つ天使を置くことで具現化した。天使の像は矢を彼女の心臓に射込もうとはしておらず、引き下げている。聖女の顔は恍惚の予兆ではなく現在の充足感を映し出しており、オルガスム的でもあると言われる。
信仰とエロティシズムの混淆はバロック精神の特徴の1つであり、新古典主義の慎みやヴィクトリア朝の羞恥心に背くものであり続けてきた。ベルニーニは信心深いカトリックであり、修道女を風刺しようとしたのではなく宗教的体験から引き出される複雑な真実を大理石の中に体現しようとしたのである。テレジアは恍惚という多くの神秘主義者たちが用いてきた表現によって霊的な天啓に対する肉体的な反応を表したのであり、ベルニーニは真摯であった。
コルナロ家はこの礼拝堂で控え目に自分達を宣伝している。彼らの姿は礼拝堂の側面に彫られ、桟敷席からこの出来事を目撃している形になっている。オペラハウスでのように、コルナロ家の人々には桟敷席という聖女に最も近い、観客と比べ特別な位置が与えられているが、しかしながら観客の方が正面の良く見える位置になる。（17世紀から恐らくは19世紀までは）コルナロ家の許可なくしては誰も彫像の下の祭壇でミサを行うことが出来なかったという意味ではこれは私有の礼拝堂であるが、見る者と彫像を隔てるものは祭壇の柵だけである。この彫像の光景は、神秘主義と一家の誇りの両方を示しているのである。

## 建築

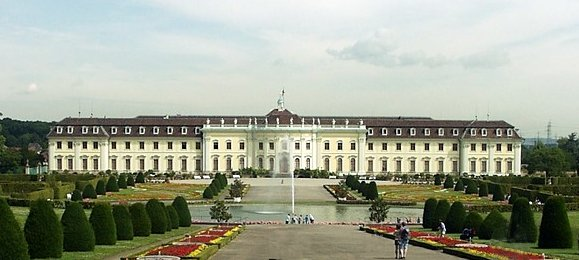
シュトゥットガルト近郊のルートヴィヒスブルク宮殿。最大のバロック宮殿。

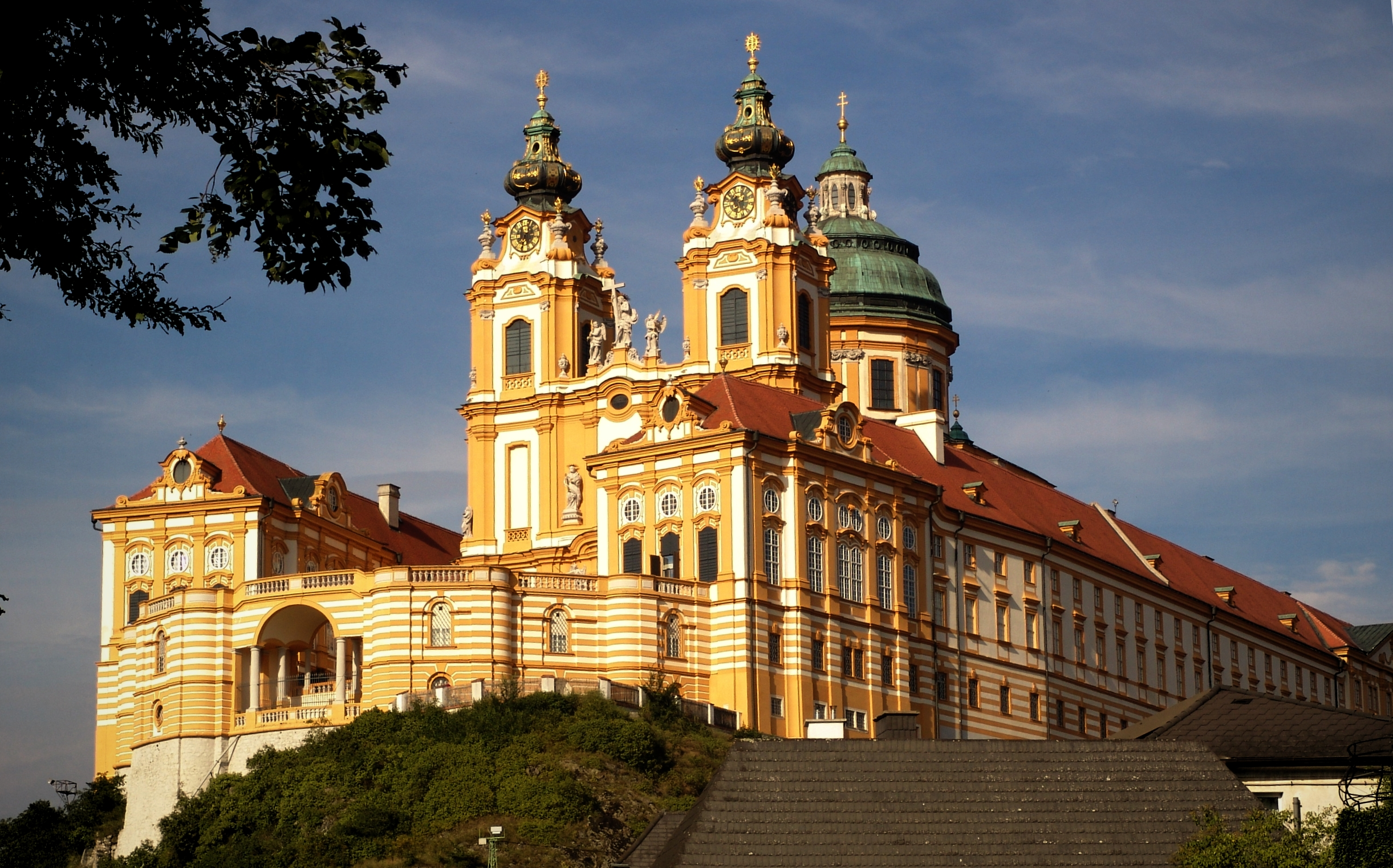
ヴァッハウ渓谷のメルク修道院

バロック建築では、重点は力強いマッス、柱、ドーム、キアロスクーロ、絵画的な色彩効果、量感と空間との取り合わせなどにあった。内装では、バロックの何もない空間を取り巻き横切る壮大な階段はそれまでの建築には存在しなかったものであった。世界各地のバロック建築の内装で見られる他の特徴として、奥に行くにつれて徐々に豪華になり、華麗な寝室、王座の間、謁見室などで頂点を迎える儀式用の続き部屋がある。これは気取った貴族の住居でも小さなスケールで模倣された。
バロック建築はドイツ中部（ルートヴィヒスブルク宮殿やツヴィンガー宮殿）、オーストリア、ポーランド（ヴィラヌフ宮殿やビャウィストク宮殿）、ロシア（ペテルゴフ宮殿）などでも熱狂的に受け入れられた。イギリスでは、バロック建築はクリストファー・レン卿、ジョン・ヴァンブルー卿、ニコラス・ホークスムアらによって1660-1725年頃に頂点を迎えた。
ヨーロッパの他の都市やイスパノアメリカでも数多くのバロック建築や都市計画を見ることができる。

## 庭園

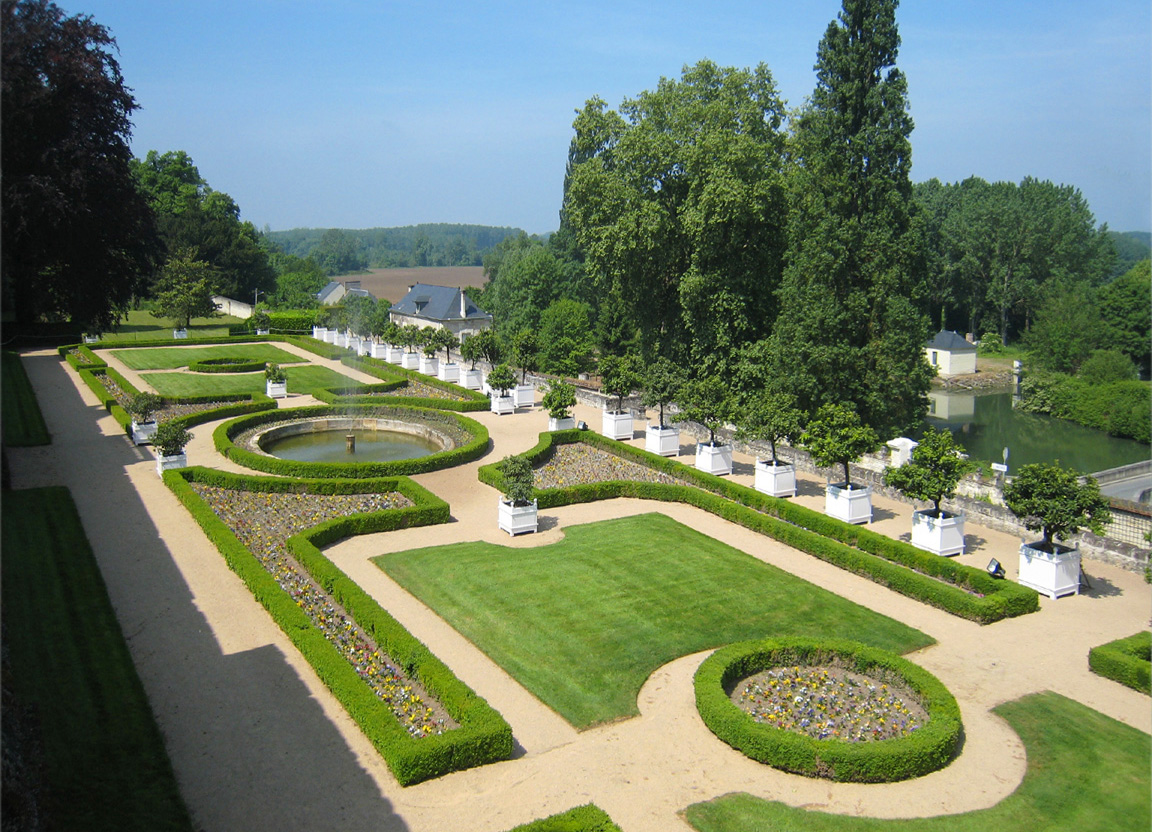
フランス、ユッセ城のバロック庭園

この時代の都市計画は交差点に小公園のある放射状の大通りを持ち、これはバロック庭園の設計から着想されたものであった。
イタリア式庭園でのバロックの庭はルネサンス期の16世紀にもみられ、エステ荘、ランテ荘の庭などにも、バロック性がみられるが、同国でこの形式の庭園の造営の中心は17世紀から18世紀にかけてで、特徴として、大規模カスケードや池のテラス化といったルネサンス式よりも斜面を大胆に利用しているものがみられ、壁面、噴水、彫刻、園亭、階段及び手摺り、水劇場（野外劇場）、グロット（庭園洞窟）、壁がん、鉢（花鉢、飾り鉢）など石造物もテラスにおいて多く用いられている。そして統一性と立体性を図り、カスケードと水劇場による力動性をもたせ、驚かせる、奇想さといった、遊戯性とスペクタクル（壮観）性、イベント性が強調され、ルネサンスの基本精神である古代文明・文化の復興・再現という考えや芸術観であった自然の模倣は後退し希薄となっていき、ルネサンスのシンメトリー、調和、比例に代わって、創造的奇才の発揮と、庭の学芸性、多様性、総合性から一面性へと向かった。
イタリア式の場合は、ローマの南東20キロにあるフラスカーティに多い。フラスカーティはローマ時代の一大別荘地、温泉地であり、丘陵地でルネサンス期に別荘地・保養地として見直された。イタリアンバロックの代表例ではアルドブランディーニ荘（1598-1603）があげられ、このほかにはトルローニア荘、モンドラゴーネ荘、ムッティ荘、ファルコニエーリ荘、ルフィネッラ荘、ファルネーゼ荘や、イゾラ・ベッラ（マジョーレ湖,ベッラ島階段状のバロック庭園,イタリア式庭園・バロック）などがある。
平面幾何学式庭園・フレンチバロックの例では現在でも残されあるいは往時の姿に再建されたものも数多く、ランゲンブルク城バロック庭園（建築はルネッサンス建築の城）、ヴォー＝ル＝ヴィコント城（フランス・バロック庭園の初期の傑作）、プロイシシュ・オルデンドルフのクアパーク・バート・ホルツハウゼン（19世紀に風景庭園が増設されている）、ニュルンベルク・ノインホーフ城のバロック庭園、
リュベッケのシュトックハウゼン館庭園（但し、かつてのバロック庭園は、わずかにしか遺されていない）、カッセルのベルクパルク・ヴィルヘルムスヘーエ（一部は風景式に改造）、ハイデルベルク城（1719年に庭の一部をバロック庭園に手直し）、アンスバッハのオランジュリーと宮廷庭園（1723年から1730年までにバロック庭園として拡張される）、コーブルクホーフガルテン（Hofgarten、王宮庭園）、シェンゲンの「Gärten ohne Grenzen」（再建されたバロック庭園）、キルヒブラークのヴェスターブラーク騎士館バロック庭園、ヴァイカースハイム城（フランケン地方で最も初期のバロック庭園の一つに数えられる）、ホーフガルテン (ミュンヘン)、 シュタットハーゲンのシュタットガルテン、ニンフェンブルク宮殿バロック式庭園、シュヴェツィンゲン城バロック式庭園、シュテムヴェーデハルデム城公園（おそらくバロック庭園であったと推定されている）などがある。
英国のカントリー・ハウスでも18世紀に広まる風景式庭園前世代となる17世紀時点では、バロック庭園の幾何学的な形状を有したものが好まれて採用されている。現代でもグイード・ハガーなどが小規模ながら、時としてバロック庭園を手がけている。

## 文学と哲学
バロック文学は、広く見られるメタファーとアレゴリーの使用と、マラヴィリア（"Maraviglia", 不思議、驚き――マニエリスムでのように）の探求の中でのトリックの使用としてまとめられる新しい価値を示した。マニエリスムがルネサンスに最初の穴を開けたのだとすれば、バロックはルネサンスに正反対の応答をした。人間の心理的な苦悩――確固とした拠り所を求めてニコラウス・コペルニクスとマルティン・ルターの起こした革命の後では放棄された主題、「人間の究極の力」の証し――が、バロック期の芸術や建築では再び見出される。ローマのカトリック教会が主要な「顧客」であったので、作品のテーマは宗教的なものとなった。
芸術家たちは細部に気を配るリアリズム（典型的な「複雑さ」とも言える）を伴うヴィルトゥオジテ（名人芸――ヴィルトゥオーゾはあらゆる芸術に共通のあり方となった）を追求した。
外形に与えられた特権が、バロック作品の多くに見られる内容の欠如を埋め合わせ釣り合わせるであろう。例えば、ジャンバッティスタ・マリーノのマラヴィリアは素朴な形式によって作り出されており、観客、読者、聞き手などに幻想と想像が引き起こされる。全ては個人としての人間に焦点が当てられており、作者もしくは作品そのものと、その受け手、顧客との直接的な関係となっている。芸術とその受け手の距離が縮まり、両者を隔てていた文化的な溝がマラヴィリアによって解消されている。個人への注目は、こうした図式によってロマンツォ（小説）などのような重要なジャンルを作りだし、それまでの通俗的もしくは局所的な芸術形式、特に教育文学を脇に押し退けた。イタリアでは、この個人へと向かう運動（「文化的な下降」であるとも言われ、バロックと古典主義との対立の原因であるともされる）はラテン語からイタリア語への決定的な移行をもたらした。
イギリス文学では、形而上詩人たちがこの運動に近い。その詩は一般的でないメタファーを、しばしば細心の注意を払って用いていた。パラドックスと、意図的に作り出された普通でない言い回しへの好みが現れていた。

### 演劇
演劇の領域では、練り上げられた奇想、プロットの頻繁な転換、（例えばシェイクスピアの悲劇のような）マニエリスムの典型的なシチュエーションといった要素は、あらゆる芸術を1つに統合したオペラによって取って代わられた。

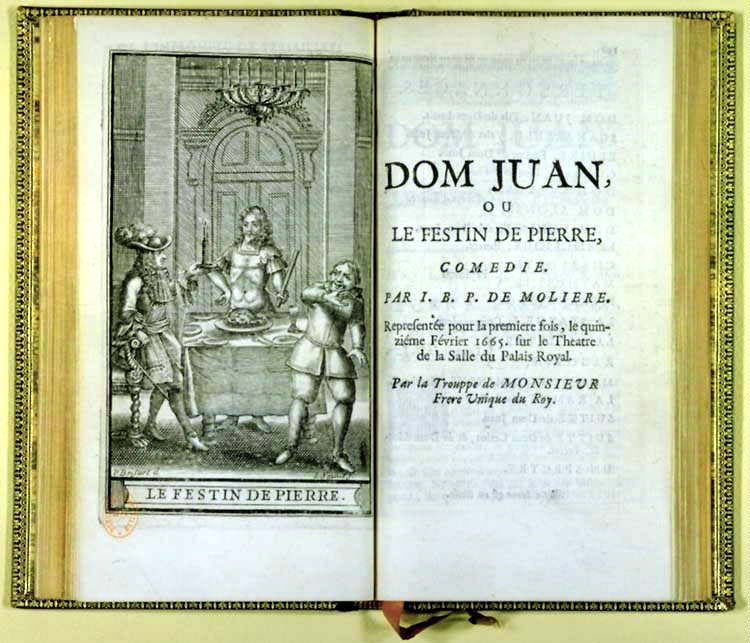
モリエール『ドン・ジュアンあるいは石像の宴』(1682)

フランスではピエール・コルネイユ（『舞台は夢』）、モリエール（『ドン・ジュアンあるいは石像の宴』）、スペインではティルソ・デ・モリーナ（喜劇『信心深いマルタ』Marta la piadosa、史劇『セビリャの色事師と石の招客』）、ロペ・デ・ベガ（喜劇La estrella de Sevilla）、ペドロ・カルデロン・デ・ラ・バルカ（『人生は夢』）など、バロック期には多くの作家が劇作品を書いた。
バロックは知的な分析よりも感情や感覚を好み、本当らしさよりも幻想を推し進め、調子の統一性よりも移ろいやすさや矛盾に重きを置き、単純さよりも複雑さを取った。

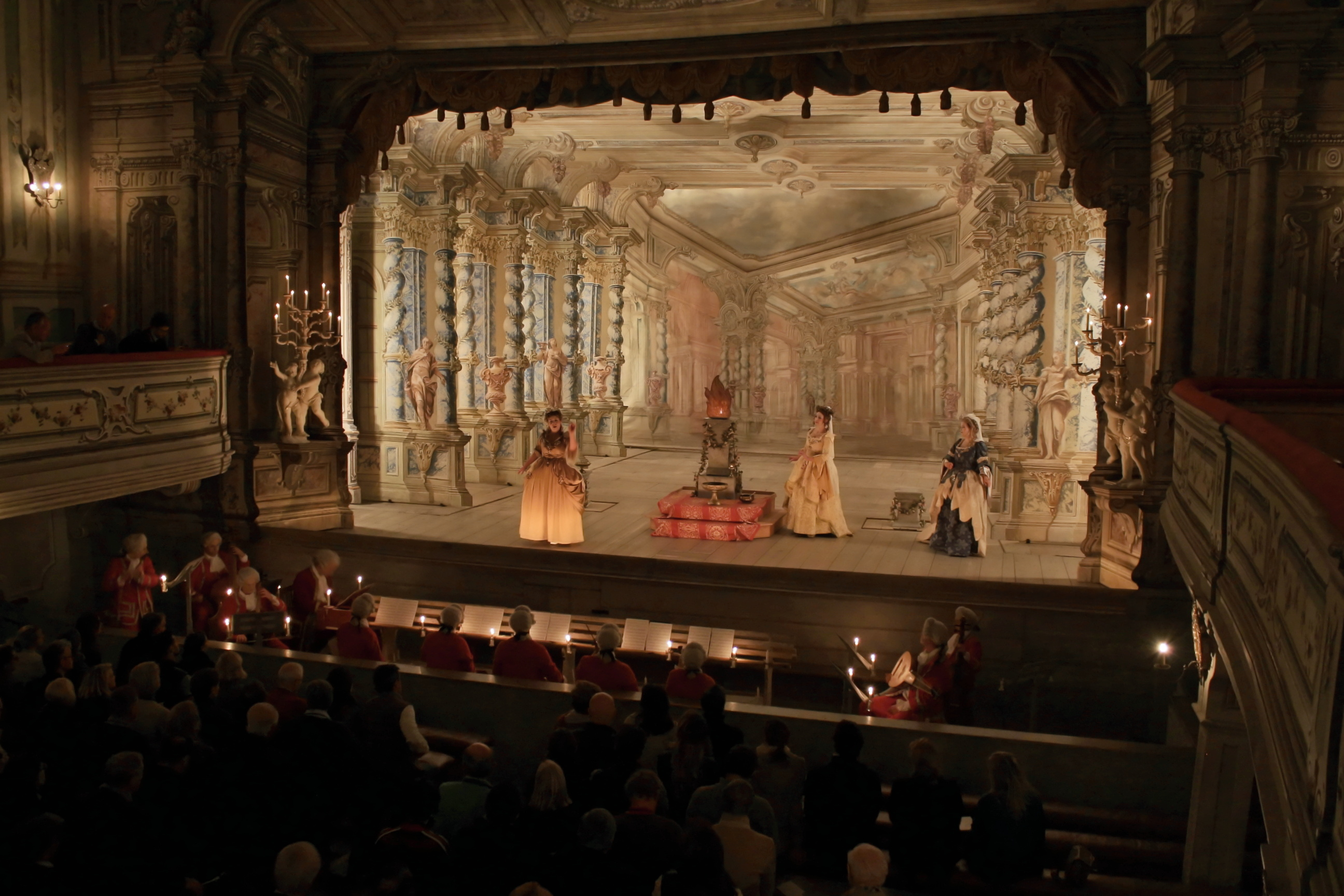
チェスキー・クルムロフ城のバロック劇場の舞台

幻影（illusion; 幻想、幻）もまたバロックの特徴であり、多くの面を持つ宝石のような様相を呈する。
多くの作品は紋中紋（劇中劇）の構造を持っていた。
コルネイユの『舞台は夢』では、父親がその息子が世の中を動き回るのを見るという劇を観客は見るのであるが、それ自体がまた劇であると明らかになる。このことによって、作者はその演劇の弁護に力を与え、観客を魅き付けてその視点に従わせる。人物たちも、観客と同様に、その時々で幻影の犠牲となる。プリダマンは戯曲の977行目で息子が死んだと信じ、マタモールは自分自身の嘘を信じている。『舞台は夢』は演劇について語るだけではない。人物たちを通して、この作品は17世紀に普及していた他の文学ジャンルをも呼び出している。クランドールがピカレスクな主人公であり、大胆不敵で御都合主義、放浪と冒険好きである一方で、アルカンドルは牧人劇に出て来る魔術師の化身のようである。同様に、マタモールの人物像はラテン語の喜劇に登場する典型的なほら吹き兵士に対応している。
バロックの美学は動き、変わりやすさ、矛盾、アンチテーゼなどに依拠している。人物たちはある感情の色調から別のものへと移り変わる。彼らは過剰や激情の只中にいる。語りは聞くよりもむしろ見るものであり、修辞技法の眼前描出法によってイマージュを喚び起こし、魅せることが重要となっている。古典主義の美学が統一性を追求するのに対し、バロックは複数性に喜びを見出し、列叙法の趣味を持つ。バロックは1つのメダルの両面を見せる――真実は嘘と、現実は夢と、生は死と不可分のものとなっている。
劇場では、人物の動きを目立たせるある種の演出（照明、演技、衣装、装飾……）もまたバロックの表現に一役買っている。

## 音楽

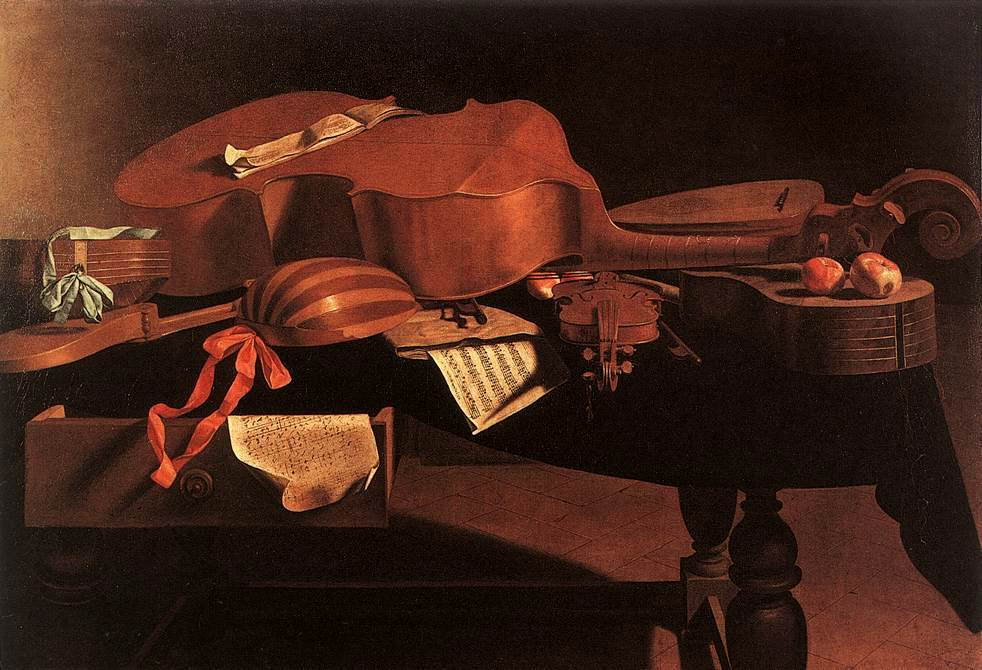
バロック時代の楽器。エヴァリスト・バスケニス画

音楽では、バロックは17世紀初頭から18世紀半ば頃までの音楽様式の総称である。その時代は概ねオペラの誕生からヨハン・ゼバスティアン・バッハの死までの期間に相当する。
音楽に「バロック」の語が明確に適用されたのは比較的近年になってからである。ヴェルフリンのバロック概念を1919年に音楽に適用したのはクルト・ザックスであった。英語でバロック音楽の語が用いられたのは1940年になってから（マンフレッド・ブコフツァーの論文が初出）である。1960年代に至っても、クラウディオ・モンテヴェルディ、フランソワ・クープラン、J・S・バッハらの大きく異なる音楽を同じ一つの呼称でまともに扱うことが出来るかは学識者の間で大きな論争となっていた。
バロック時代の視覚芸術や文学の美学的原則とバロック音楽とにどのくらい共通点があるのかは議論の的となっている。装飾への愛は明確な共通要素であり、古典主義時代の到来と共に音楽と建築の双方で装飾の重要性が大きく減じたのは象徴的であろう。